# ТЭМ241
ТЭМ241 (тепловоз с электрической передачей, маневровый, тип 241) — двухосный маневровый тепловоз с гибридной силовой установкой, производимый ООО НПП «Полёт» (разработка ООО «Полёт-сервис»). Первые три экземпляра серии поставлены под обозначением ЛГМ1 (локомотив гибридный, малый, тип 1), с порядковыми номерами от 001 до 003. Последующие экземпляры получили новое обозначение ТЭМ241, и собственный ряд порядковых номеров с номера 001.

## История создания и выпуска
Тепловоз является дальнейшим развитием дизельного локомотива ТЭМ31 .
При создании ЛГМ1 ставилась задача получить максимально универсальный, подходящий для разного вида предприятий, и при этом экономичный локомотив. Экономичность обеспечивается комбинированной (гибридной) силовой установкой, которая состоит из дизель-генераторной установки (ДГУ) и тяговых аккумуляторных батарей (АКБ). Благодаря этому добились снижения затрат на дизельное топливо работающего локомотива до 40%. Такой эффект достигается в режиме, когда основная часть маневровой работы осуществляется на тяге от АКБ, что также приводит к снижению налога от эксплуатанта за выброс вредных веществ в атмосферу.
Первый тепловоз построен в 2010 году, когда в России ни одно предприятие не выпускало локомотивы с гибридной силовой установкой. По состоянию на август 2024 года известно о пяти построенных локомотивах этого семейства:
- ЛГМ1-001 (2010);
- ЛГМ1-002 (2013);
- ЛГМ1-003 (2015), вариант ЛГМ1 с расширенной кабиной;
- ТЭМ241-001 (2016);
- ТЭМ241-002 (2022), вариант ТЭМ241 с трёхосной тележкой.

## Общие сведения

### Назначение
Тепловоз ТЭМ241 предназначен для следующих видов работ:
- маневровое движение с составами до 1000[3] (2000)[2] тонн по внутренним путям предприятия[3];
- перемещение на одних тяговых АКБ, без использования дизель-генератора, в закрытых помещениях[3];
- использование в качестве дизель-генератора на внутренних путях компании для проведения ремонтно-восстановительных работ[3].

При оснащении локомотива дополнительным оборудованием он может выполнять следующие задачи:
- очистка путей от снега и мусора (при использовании внешних устройств);
- очистка рельсов и скреплений от грязи, удаления мусора из-под рельсов струями воды (в сцепе с цистерной);
- погрузочно-разгрузочные работы (при наличии кран-балки, грузоподъёмность до 1 тонны);
- уничтожение растительности на железнодорожном полотне (при использовании внешних устройств).

### Технические характеристики
Основные параметры двухосного тепловоза (источник, если не указано иное):
- масса — 46 т[2];
- размеры:
  - габарит по ГОСТ 9238 — 02-ВМ;
  - длина по осям автосцепок (не более) — 10 000 мм;
  - ширина — 3000 мм;
  - высота от УГР — 4550 мм;
  - полная колёсная база — 4000 мм;
  - ширина колеи — 1520 мм (1435 мм);
  - диаметр колёс — 1050 мм (980 мм);
- осевая формула — 20[к 1];
- нагрузка на ось — 23 тс ± 3 %;
- мощность по дизелю — (200—400) кВт;
- мощность дизель-генератора — 60 кВт[4];
- мощность тяговой АКБ (10-минутная) — (150—500) кВт;
- сила тяги при трогании с места — 13 тс;
- скорость:
  - конструкционная — 80 км/ч;
  - минимальная (длительного режима) — (5—9) км/ч[4];
- запас топлива (не менее) — 1000 кг;
- минимальный радиус проходимых кривых — 40 м[3] (50 м)[4];
- максимальный уклон — 30 ‰;
- производительность компрессора — (0,8—2,0) м3/мин;
- мощность реостатного тормоза — 400 кВт[3] (200 кВт) [2].

Основные параметры трёхосного тепловоза (ТЭМ241-002):
- служебная масса — 67 т ± 3 %;
- размеры:
  - габарит по ГОСТ 9238 — 02-ВМ;
  - длина по осям автосцепок (не более) — 10 000 мм;
  - ширина — 3000 мм;
  - высота от УГР — 4500 мм;
  - высота оси автосцепки от УГР — (1060 ± 20) мм;
  - ширина колеи — 1520 мм;
  - диаметр колёс — 1050 мм (980 мм);
- осевая формула — 30[к 1];
- нагрузка на ось — 23 тс;
- номинальная мощность по дизелю — 250 кВт;
- сила тяги при трогании с места (не менее) — 18 тс;
- конструкционная скорость — 20 км/ч;
- запас топлива — 650 л;
- запас песка — 100 кг;
- минимальный радиус проходимых кривых (при скорости до 10 км/ч) — 60 м;
- напряжение бортовой сети — 24 В (постоянный ток);
- напряжение вспомогательных цепей — 230/380 В (частота 50 Гц);
- производительность компрессора — 1,55 м3/мин.

## Конструкция
Как было сказано выше, в основе данного проекта лежит конструкция дизельного тепловоза ТЭМ31. По сравнению с этим прототипом уменьшена база локомотива и его длина, что улучшает проходимость кривых, а также применена комбинированная (гибридная) силовой установка, которая состоит из ДГУ и тяговых АКБ. В качестве двигателя в ДГУ могут применяться дизельные двигатели разной мощности и производителей (таких, как ЯМЗ, Cummins, Caterpillar, Scania), по желанию заказчика. Например, на трёхосном локомотиве ТЭМ241-002 применён дизельный двигатель фирмы Scania номинальной мощностью 250 кВт.
Локомотив ТЭМ241 имеет модульную конструкцию. Такая структура позволяет изготавливать и отлаживать каждый модуль отдельно, а также транспортировать локомотив в виде отдельных модулей. Локомотив ТЭМ241-001 состоит из четырёх модулей:
- экипажная часть, включающая два колёсно-моторных блока;
- модуль переднего капота с ДГУ и компрессором;
- модуль заднего капота с электрооборудованием;
- модульная кабина машиниста.

Такая структура позволяет изготавливать и отлаживать каждый модуль отдельно, а также транспортировать локомотив в виде отдельных модулей. Ходовая часть локомотива ТЭМ241-002 выполнена на основе трёхосной бесчелюстной тележки, которую можно выкатывать при проведении ремонтных работ.
Кабина машиниста имеет увеличенный объём (на 20 % больше, чем у тепловоза ТЭМ2, что позволяет свободно работать бригаде из трёх человек. При установке кабины применяются тросовые виброизоляторы для защиты бригады от вибрационного воздействия от работающей ДГУ. Передача тяги осуществляется посредством схемы на транзисторах с изолированным затвором (БТИЗ). Предусмотрена система плавного гашения поля тяговых электродвигателей (ТЭД), выполненная на БТИЗ, благодаря которой расширен диапазон скоростей, и обеспечивается более полное использование мощности ДГУ. Электрический реостатный тормоз также имеет схему управления на БТИЗ, с независимым возбуждением, позволяющую осуществлять плавное торможение. Устанавливаются ТЭД серии ЭД-118 с максимальным током 1000 А. На тепловозе ТЭМ241-002 установлены три ТЭД типа ЭД-118А, включённые последовательно.
ДГУ может пускаться без предварительного обогрева при падении температуры до уровня минус 10 °C. В качестве охлаждающей жидкости используется антифриз.
Для обеспечения питанием дополнительного оборудования в конструкцию включён автономный инвертор напряжения с выходным напряжением 380 В частотой 50 Гц.
Опционально на тепловоз могут быть установлены:
- бытовое оборудование (рукомойник, биотуалет, микроволновая печь, электрочайник, холодильник пищевых продуктов);
- компоненты системы климат-контроля (кондиционер, водный калорифер, электрокалорифер, обогреватель кабины фирмы Webasto, тёплый пол);
- системы обогрева и обдува лобовых и боковых стёкол кабины;
- система предпускового обогрева дизеля (фирмы Webasto и/или от стационарного источника электроэнергии 220 В 50 Гц);
- внешние рабочие органы (для очистки от снега — плужные, роторные, щёточные агрегаты, снегоотвалы; для погрузочно-разгрузочных работ — кран-балка; для уничтожения растительности возле путей — навесное поливочное оборудование).

## Эксплуатация
По данным на 2020 год четыре построенных локомотива распределились по следующим объектам эксплуатации:
- ЛГМ1-001 поставлен электрометаллургическому заводу НЛМК-Калуга;
- ЛГМ1-002 поставлен ОАО ПК «Новочеркасский электровозостроительный завод», далее передан на Юго-Восточную железную дорогу;
- ЛГМ1-003 поставлен предприятию ЗМЗ (город Лиски);
- ТЭМ241-001 поставлен фирме Mondi (Сыктывкарский ЛПК, город Сыктывкар).

### Комментарии
1. 1 2 3 4  На официальном сайте НПП «Полёт» приведены осевые формулы в устаревшем формате (0-20−0 и 0-30−0).